# Episodi di Biker Mice da Marte
Questa voce contiene un elenco degli episodi della serie animata Biker Mice da Marte.
| n° tot.          | n° in st.      | Titolo originale                             | Titolo italiano                                      | Prima TV USA      |
| Prima stagione   | Prima stagione | Prima stagione                               | Prima stagione                                       | Prima stagione    |
| ---------------- | -------------- | -------------------------------------------- | ---------------------------------------------------- | ----------------- |
| 1                | 1              | Rock & Ride!                                 | Bolidi al massimo                                    | 18 settembre 1993 |
| 2                | 2              | The Reeking Reign of the Head Cheese: Part 1 | Nel regno di Lord Camembert (prima parte)            | 25 settembre 1993 |
| 3                | 3              | The Reeking Reign of the Head Cheese: Part 2 | Nel regno di Lord Camembert (seconda parte)          | 2 ottobre 1993    |
| 4                | 4              | We Don't Need No Stinkin' City               | Puzza in città                                       | 9 ottobre 1993    |
| 5                | 5              | A Mouse and His Motorcycle                   | Un topo e la sua moto                                | 16 ottobre 1993   |
| 6                | 6              | Test of Friendship                           | Prova di amicizia                                    | 23 ottobre 1993   |
| 7                | 7              | The Masked Motorcyclist                      | Il motociclista mascherato                           | 30 ottobre 1993   |
| 8                | 8              | The Pits                                     | Le fosse                                             | 6 novembre 1993   |
| 9                | 9              | Road Ravens                                  | I corvi della strada                                 | 13 novembre 1993  |
| 10               | 10             | A Scent, a Memory, a Far Distant Cheese      | Gorgonzola e Mozzarella                              | 20 novembre 1993  |
| 11               | 11             | Steelfinger                                  | Dita d'acciaio                                       | 27 novembre 1993  |
| 12               | 12             | Chill Zone                                   | Un freddo natale                                     | 5 dicembre 1993   |
| 13               | 13             | Hard Rock                                    | Hard rock                                            | 12 dicembre 1993  |
| Seconda stagione |                |                                              |                                                      |                   |
| 14               | 1              | Steal of the Century                         | La rapina del secolo                                 | 20 settembre 1994 |
| 15               | 2              | We're Going to Cheesyland                    | Viaggio a Caciolandia                                | 21 settembre 1994 |
| 16               | 3              | Stone Broke                                  | Lo spaccapietre                                      | 22 settembre 1994 |
| 17               | 4              | The Motor City Maniac                        | Chicago mania                                        | 26 settembre 1994 |
| 18               | 5              | Upwardly Mobile                              | Manovra Verticale                                    | 28 settembre 1994 |
| 19               | 6              | Last Stand at Last Chance                    | Ultimo atto all'Ultima spiaggia                      | 29 settembre 1994 |
| 20               | 7              | Back to Mars: Part 1                         | Ritorno su Marte (prima parte)                       | 3 ottobre 1994    |
| 21               | 8              | Back to Mars: Part 2                         | Ritorno su Marte (seconda parte)                     | 4 ottobre 1994    |
| 22               | 9              | Back to Mars: Part 3                         | Ritorno su Marte (terza parte)                       | 5 ottobre 1994    |
| 23               | 10             | The Tribunal                                 | Il tribunale                                         | 10 ottobre 1994   |
| 24               | 11             | Motocross Trap                               | La trappola del motocross                            | 12 ottobre 1994   |
| 25               | 12             | Unforgiven Cheese                            | Un pennuto da spennare                               | 13 ottobre 1994   |
| 26               | 13             | Bleu Cheese Bros                             | In galera                                            | 17 ottobre 1994   |
| 27               | 14             | The Inquisition                              | L'interrogatorio                                     | 19 ottobre 1994   |
| 28               | 15             | Stalkers                                     | I cacciatori di trofei                               | 22 ottobre 1994   |
| 29               | 16             | I, Greasepit                                 | La promozione di Morchia                             | 24 ottobre 1994   |
| 30               | 17             | Villain of the Year                          | Il supercattivo dell'anno                            | 25 ottobre 1994   |
| 31               | 18             | Cheeseloggers                                | Legna da ardere                                      | 27 ottobre 1994   |
| 32               | 19             | Hickory Dickory Doc                          | Nel mondo dei dinosauri                              | 31 ottobre 1994   |
| 33               | 20             | Die Fledermice                               | Sfida in volo                                        | 2 novembre 1994   |
| 34               | 21             | Law of the Pits                              | La legge delle fosse                                 | 7 novembre 1994   |
| 35               | 22             | Danger Is Our Business                       | Tre stelle del cinema                                | 15 novembre 1994  |
| 36               | 23             | Mad Scientist Wanted                         | Lo scienziato più pazzo dell'universo                | 17 novembre 1994  |
| 37               | 24             | Lake Michi-Gone                              | Tesoro mi si è svuotato il lago                      | 18 novembre 1994  |
| 38               | 25             | Seeds of Victory                             | I semi della vittoria                                | 23 novembre 1994  |
| 39               | 26             | Pwetty Wady                                  | Un amore senza confini                               | 1 dicembre 1994   |
| 40               | 27             | My Cheese Is Quick                           | Formaggi fumanti                                     | 15 dicembre 1994  |
| 41               | 28             | Verminator                                   | Verminator                                           | 23 dicembre 1994  |
| 42               | 29             | Cheese Cadets                                | Pesce che frigge, lontano non fugge                  | 9 gennaio 1995    |
| 43               | 30             | So Life Like                                 | Proprio come nella vita                              | 19 gennaio 1995   |
| 44               | 31             | Garbage Wars                                 | Guerre di spazzatura                                 | 26 gennaio 1995   |
| 45               | 32             | Vicious Cycles                               | Il virus                                             | 9 febbraio 1995   |
| 46               | 33             | Cycle Centaurs                               | I motociclotauri                                     | 16 febbraio 1995  |
| 47               | 34             | Modo Hangs It Up                             | Il raggio termico                                    | 22 febbraio 1995  |
| 48               | 35             | What Smells Worse Than a Plutarkian Lawyer?  | L'avvocato Provolone                                 | 1 marzo 1995      |
| 49               | 36             | Below The Horizon                            | Avventura tra i ghiacci                              | 9 marzo 1995      |
| 50               | 37             | Big Trouble                                  | Grossi guai                                          | 13 marzo 1995     |
| 51               | 38             | Academy of Hard Knocks                       | Pugno di ferro                                       | 20 aprile 1995    |
| 52               | 39             | High Rollin' Rodents                         | Vita da topi                                         | 23 giugno 1995    |
| Terza stagione   |                |                                              |                                                      |                   |
| 53               | 1              | Biker Knights of the Round Table: Part 1     | I topocavalieri della tavola rotonda (prima parte)   | 23 settembre 1995 |
| 54               | 2              | Biker Knights of the Round Table: Part 2     | I topocavalieri della tavola rotonda (seconda parte) | 30 settembre 1995 |
| 55               | 3              | Virtual Unreality                            | Irrealtà virtuale                                    | 7 ottobre 1995    |
| 56               | 4              | Pitfall                                      | Pesce e cacio a volontà                              | 14 ottobre 1995   |
| 57               | 5              | Diet of Worms                                | Plutarco pianeta del doppio gioco                    | 21 ottobre 1995   |
| 58               | 6              | Rocketh and Rideth                           | Sgommare o non sgommare, questo è il problema        | 4 novembre 1995   |
| 59               | 7              | Too Many Limburgers Spoil the Cheese         | Troppi Limburger a cantare                           | 11 novembre 1995  |
| 60               | 8              | Hit the Road, Jack                           | Scacco matto                                         | 18 novembre 1995  |
| 61               | 9              | Caveat Mentor                                | ???                                                  | 25 novembre 1995  |
| 62               | 10             | Where No Mouse Has Gone Before               | Dove osano i Biker Mice                              | 3 gennaio 1996    |
| 63               | 11             | Once Upon a Time on Mars: Part 1             | C'era una volta su Marte (prima parte)               | 10 febbraio 1996  |
| 64               | 12             | Once Upon a Time on Mars: Part 2             | C'era una volta su Marte (seconda parte)             | 17 febbraio 1996  |
| 65               | 13             | Once Upon a Time on Mars: Part 3             | C'era una volta su Marte (terza parte)               | 24 febbraio 1996  |